# Sankt Georgen am Reith
Sankt Georgen am Reith  är en ort och kommun  i Österrike. Den ligger i distriktet Amstetten i förbundslandet Niederösterreich, 120 km väster om huvudstaden Wien. 
Kommunen består av fyra orter (Ortschaften) (inom parentes invånarantal 1 januari 2024):
- Hochau (53)
- Königsbergau (78)
- Kogelsbach (183)
- St. Georgen am Reith (218)